# Friedrich August von Haeseler (Rittmeister)
Friedrich August von Haeseler (* 31. Juli 1779 in Klosterhäseler; † 26. Juni 1854 ebenda) war ein preußischer Rittmeister, Rittergutsbesitzer und Abgeordneter des Provinziallandtags der Provinz Sachsen.

## Leben
Er stammte aus der in den Adelsstand erhobenen Familie von Haeseler. Der Oberforst- und Wildmeister Friedrich August von Haeseler war sein Vater. Er war dessen erstes Kind aus der Ehe mit Sophie Luise Christine von Thümmel (* 3. Juli 1746; † 9. August 1781) und erhielt den Namen des Vaters. Von seinem Vater erhielt er nach dessen Tod 1796 das Rittergut Klosterhäseler mit den Gütern Dittersroda und Pleismar. 
Im Jahre 1829 wurde Friedrich August von Haeseler als Abgeordneter in den Landtag der preußischen Provinz Sachsen gewählt. Sein Wahlkreis, den er im Stand der Ritterschaft vertrat, bestand aus den übrigen Kreisen der Thüringischen Ritterschaft. Sein Stellvertreter als Landtagsabgeordneter in Merseburg war der Bezirksdirektor Freiherr von Berlepsch zu Seebach.
Durch seinen Tod im Jahre 1854 schied Friedrich August von Haeseler aus dem Merseburger Provinziallandtag aus. Das Landtagsmandat übernahm sein Sohn Friedrich Joseph August von Haeseler, der fortan an seiner Stelle die Thüringer Ritterschaft im Landtag vertrat.

## Familie
Friedrich August von Haeseler heiratete Josephine du Quesnoy. Aus dieser, später geschiedenen Ehe ging u. a. der Sohn Friedrich Joseph August von Haeseler (1812–1889) hervor, der den väterlichen Besitz erbte. Er hatte eine Reihe von jüngeren Geschwistern, darunter auch die Schwester Wilhelmine Frederike Sophie (* 10. Mai 1783; † 1856), die Carl Heinrich Konstantin von Ende heiratete und die Haeseler-von-Ende-Stiftung ins Leben rief, die u. a. dem Nutzen mehrerer Familienmitglieder diente.
In Klosterhäseler befinden sich heute Reste des Parkes des Ritterguts mit den Familiengräbern der von Haeseler.